# 陈赤平
陈赤平（1969年8月—），男，土家族，湖南桑植人，中华人民共和国政治人物。现任湖南工程学院副院长，教授，博士生导师，九三学社中央常委，九三学社湖南省委主委。第十四届全国政协委员。